# Johannes Larsson i Blekan
Johannes Larsson (i riksdagen kallad Larsson i Blekan), född 15 januari 1830 i Ryrs församling, Älvsborgs län, död där 4 juli 1884, var en svensk lantbrukare, hemmansägare och politiker. Han var son till riksdagsmannen Lars Larsson och son son till lantbrukaren Lars Andersson rdm bondeståndet för Sundals, Nordals och  Valbo hd 1834/35 - 1840/41, 1847/48 och 1853/54.
Larsson var ledamot av riksdagens andra kammare 1873–1876 samt 1882–1884, invald i Sundals härads valkrets i Älvsborgs län.. I riksdagen skrev han fyra egna motioner bland annat om anslag till agrikulturkemister.